# Bun Cook
Frederick Joseph „Bun“ Cook  (* 18. September 1904 in Kingston, Ontario; † 19. März 1988) war ein kanadischer Eishockeyspieler und -trainer, der in seiner aktiven Zeit von 1921 bis 1943 unter anderem für die New York Rangers und Boston Bruins in der National Hockey League gespielt hat. Sein Bruder Bill war ebenfalls ein professioneller Eishockeyspieler.

## Karriere
Bun Cook begann seine Karriere als Eishockeyspieler in seiner kanadischen Heimat bei der Amateurmannschaft Sault Ste. Marie Greyhounds, für die er von 1921 bis 1924 aktiv war. Anschließend spielte er zwei Jahre lang für die Saskatoon Crescents. Von 1926 bis 1936 lief der Flügelspieler für die New York Rangers in der National Hockey League auf. Mit der Mannschaft gewann er in den Spielzeiten 1927/28 und 1932/33 jeweils den Stanley Cup. Auch er selbst war während seiner Zeit bei den Rangers erfolgreich und wurde in der Saison 1930/31 in das zweite All-Star Team der NHL gewählt. Zur Saison 1936/37 wechselte er nach zehn Jahren in New York innerhalb der NHL zu den Boston Bruins. Für diese erzielte er in 40 Spielen vier Tore und fünf Vorlagen. Anschließend verbrachte er sechs Jahre bei den Providence Reds aus der American Hockey League, bei denen er im zweiten Jahr Cheftrainer wurde, jedoch weiterhin gelegentlich selbst auf dem Eis stand. Mit den Reds gewann er in den Spielzeiten 1937/38 und 1939/40 jeweils den Calder Cup, den Meistertitel der AHL.
Von 1943 bis 1956 war Cook Cheftrainer bei den Cleveland Barons aus der AHL. Mit der Mannschaft erreichte er in jedem Jahr die Playoffs und gewann fünf Mal den Calder Cup (1945, 1948, 1951, 1953 und 1954). Zudem scheiterte er mit seiner Mannschaft in den Jahren 1944, 1946, 1950 und 1956 jeweils erst im Meisterschaftsfinale. Cook starb 1988 im Alter von 83 Jahren. Sieben Jahre nach seinem Tod wurde er mit der Aufnahme in die Hockey Hall of Fame geehrt. 2007 folgte die Aufnahme in die erst ein Jahr zuvor gegründete AHL Hall of Fame.

## Erfolge und Auszeichnungen

### Als Spieler
- 1928 Stanley-Cup-Gewinn mit den New York Rangers
- 1931 NHL Second All-Star Team
- 1933 Stanley-Cup-Gewinn mit den New York Rangers
- 1938 Calder-Cup-Gewinn mit den Providence Reds
- 1995 Aufnahme in die Hockey Hall of Fame
- 2007 Aufnahme in die AHL Hall of Fame

### Als Trainer
- 1940 Calder-Cup-Gewinn mit den Providence Reds
- 1945 Calder-Cup-Gewinn mit den Cleveland Barons
- 1948 Calder-Cup-Gewinn mit den Cleveland Barons
- 1951 Calder-Cup-Gewinn mit den Cleveland Barons
- 1953 Calder-Cup-Gewinn mit den Cleveland Barons
- 1954 Calder-Cup-Gewinn mit den Cleveland Barons